# Domenico Durante
Domenico Maria Durante (Murazzano, 17 dicembre 1879 – Canale, 21 ottobre 1944) è stato un pittore e calciatore italiano, di ruolo portiere, che alcune fonti riportano con il nome Luigi.

## Carriera

### Giocatore
Presente nella rosa della Ginnastica Torino almeno dal novembre 1899, quando disputò una partita di preparazione al campionato successivo. 
Nella sua prima stagione, Durante fu in forza al Ginnastica Torino, con cui giunse al terzo ed ultimo posto del girone eliminatorio piemontese.
Durante fu il secondo portiere della storia della Juventus (dopo Beniamino Nicola), ma il primo a ricoprire tale ruolo per più di una stagione. Il suo esordio avvenne contro il Milan il 28 aprile 1901, partita vinta dai rossoneri per 3-2. L'ultima partita avvenne invece nel derby della Mole, il 26 febbraio 1911, partita vinta dal Torino per 2-1. La sua carriera nella porta bianconera durò undici stagioni, in cui collezionò 30 presenze e subì 34 gol. Nel 1905 fu uno dei protagonisti del primo titolo di campione d'Italia della storia della Juventus.

### Pittore e disegnatore

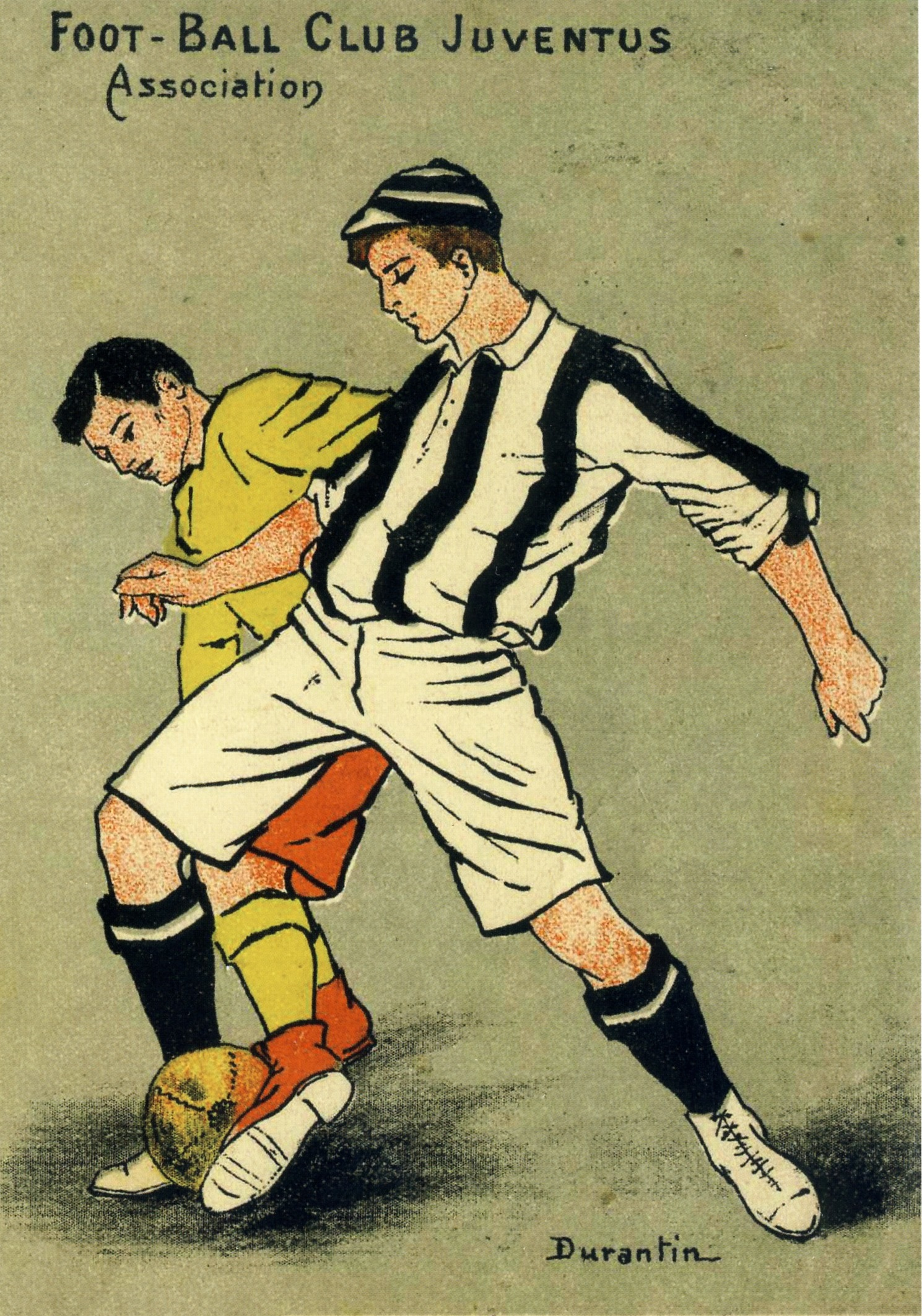
Foot-Ball Club Juventus Association, 1903

Di professione pittore, partecipò a molte esposizioni e fu più volte invitato alla Biennale di Venezia. Si distinse particolarmente come ritrattista e paesaggista.
Svolse anche l'attività di disegnatore, sotto lo pseudonimo di Durantin.
Fu illustratore del mensile Hurrà Juventus e delle campagne promozionali dei bianconeri torinesi.
Morì nel 1944 a Canale nelle Langhe e fu sepolto al Cimitero monumentale di Torino.

## Statistiche

### Presenze e reti nei club
| Stagione                 | Club                     | Campionato               | Campionato | Campionato | Campionato |
| Stagione                 | Club                     | Comp                     | Pres       | Reti       |            |
| ------------------------ | ------------------------ | ------------------------ | ---------- | ---------- | ---------- |
| 1900                     | Ginnastica Torino        | CI                       | 4          | -9         |            |
| Totale Ginnastica Torino | Totale Ginnastica Torino | Totale Ginnastica Torino | 4          | -9         |            |
| 1901                     | Juventus                 | CI                       | 2          | -3         |            |
| 1902                     | Juventus                 | CI                       | 3          | -5         |            |
| 1902-1903                | Juventus                 | CI                       | 5          | -5         |            |
| 1903-1904                | Juventus                 | PC                       | 4          | -4         |            |
| 1904-1905                | Juventus                 | PC                       | 4          | -3         |            |
| 1905-1906                | Juventus                 | PC                       | 5          | -3         |            |
| 1906-1907                | Juventus                 | PC                       | 2          | -6         |            |
| 1907-1908                | Juventus                 | CIPC                     | 1          | -1         |            |
| 1908-1909                | Juventus                 | CIPC                     | 3          | -3         |            |
| 1909-1910                | Juventus                 | PC                       | 0          | 0          |            |
| 1910-1911                | Juventus                 | PC                       | 1          | -2         |            |
| Totale Juventus          | Totale Juventus          | Totale Juventus          | 30         | -34        |            |
| Totale                   | Totale                   | Totale                   | 31         | -43        |            |

## Palmarès

### Calciatore

#### Club

##### Competizioni nazionali
- Campionato italiano: 1

Juventus: 1905